# لایوش کیش
لایوش کیش (مجاری: Kiss Lajos؛ ۲۲ مه ۱۹۳۴ – ۳۱ اوت ۲۰۱۴) قایقران کایاک اهل مجارستان بود.